# Chamishaella
Chamishaella is een geslacht van uitgestorven kreeftachtigen uit de klasse van de Ostracoda (mosselkreeftjes).

## Soorten
- Chamishaella aenigmatica Sohn, 1971 †
- Chamishaella anhuiensis Chen & Bao, 1990 †
- Chamishaella antiqua Shi & Wang, 1985 †
- Chamishaella asymmetrica Zhang (li-jun), 1987 †
- Chamishaella auriculata (Posner, 1951) Sohn, 1971 †
- Chamishaella brosgei Sohn, 1971 †
- Chamishaella bukhtarmensis Buschmina, 1987 †
- Chamishaella carbonaria (Hall, 1858) Sohn, 1972 †
- Chamishaella disjuncta (Morey, 1935) Sohn, 1971 †
- Chamishaella exigua (Cooper, 1946) Kotschetkova, 1983 †
- Chamishaella grekoffi Tschigova, 1977 †
- Chamishaella inornata (M'coy, 1844) Tschigova, 1977 †
- Chamishaella inverticoriformis Dewey & Fahraeus, 1987 †
- Chamishaella kaisini Rome, 1973 †
- Chamishaella lima Tschigova, 1977 †
- Chamishaella liuchengensis Guan & Wang, 1978 †
- Chamishaella lodgepoleana Sohn in Sohn & Sando, 1987 †
- Chamishaella lysi Tschigova, 1977 †
- Chamishaella nuda (Tkacheva, 1972) Tschigova, 1977 †
- Chamishaella obscura Tschigova, 1977 †
- Chamishaella ovata Sun (Quan-Ying), 1984 †
- Chamishaella salutaris Sun & Lin, 1988 †
- Chamishaella sohni Lethiers, 1974 †
- Chamishaella sparsa Kochetova, 1984 †
- Chamishaella subinornata Buschmina, 1987 †
- Chamishaella suborbiculata (Muenster, 1830) †
- Chamishaella subrotunda Zhang (Li-Jun), 1987 †
- Chamishaella tumida (Kummerow, 1939) Sohn, 1971 †
- Chamishaella uniformis Kotschetkova, 1983 †